# Young (rivière de Nouvelle-Zélande)
Pour les articles homonymes, voir Young.
La rivière Young  (anglais : Young River) est un cours d’eau situé dans le District de Queenstown-Lakes, dans la région d’Otago dans l’Île du Sud de la Nouvelle-Zélande. C'est un affluent de la rivière Makarora donc un sous-affluent du fleuve Cluthapar le lac Wanaka.

## Géographie
Elle siège dans le Parc national du mont Aspiring et se déverse dans la rivière Makarora à 3 km en amont de la ville de Makarora. En septembre 2007, un glissement de terrain bloqua la branche nord de la rivière formant un nouveau lac en amont du glissement de terrain.
Le nouveau lac long de 2 500 m pour 500 m de large avec 100 m de profondeur pourrait être permanent et constituer une attraction du Parc national.